# Flärken (Anundsjö socken, Ångermanland, 704638-161325)
Flärken är en sjö i Örnsköldsviks kommun i Ångermanland och ingår i Moälvens huvudavrinningsområde. Sjön har en area på 0,139 kvadratkilometer och ligger 113 meter över havet.

## Delavrinningsområde
Flärken ingår i det delavrinningsområde (704609-161246) som SMHI kallar för Utloppet av Flärken. Medelhöjden är 184 meter över havet och ytan är 2,37 kvadratkilometer. Det finns inga avrinningsområden uppströms utan avrinningsområdet är högsta punkten. Vattendraget som avvattnar avrinningsområdet har biflödesordning 2, vilket innebär att vattnet flödar genom totalt 2 vattendrag innan det når havet efter 56 kilometer. Avrinningsområdet består mestadels av skog (62 procent), öppen mark (13 procent) och jordbruk (18 procent). Avrinningsområdet har 0,14 kvadratkilometer vattenytor vilket ger det en sjöprocent på 5,9 procent.